# Hendrik Snakenburg

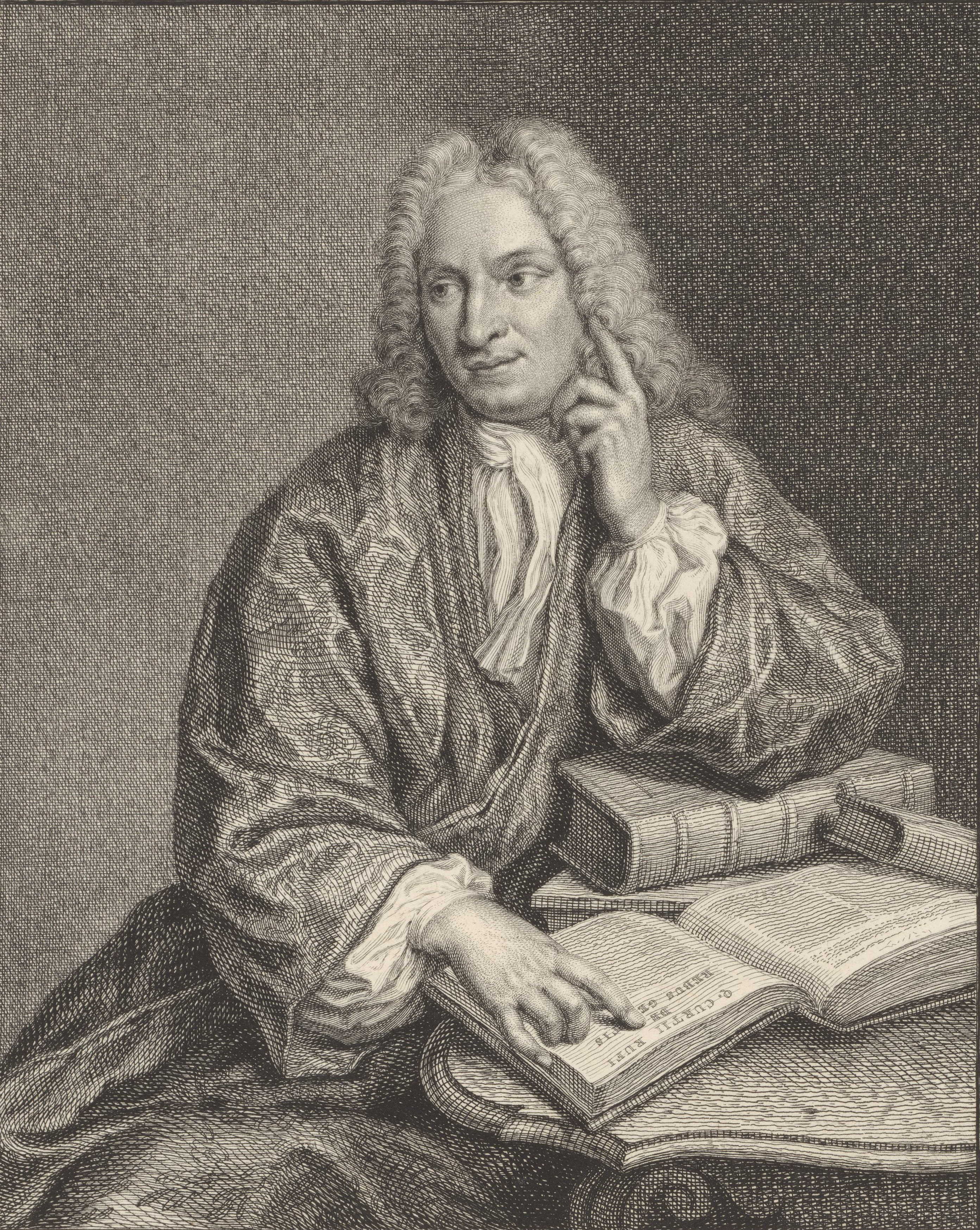
Hendrik Snakenburg (prent door Jacob Houbraken naar schilderij van Hieronymus van der Mij)

Hendrik (ook: Henricus) Snakenburg (Leiden, 29 september 1674 - 16 januari 1750) was rector van de Latijnse School, de voorloper van het latere Stedelijk Gymnasium Leiden, in de Nederlandse stad Leiden.

## Leven
Snakenburg was de zoon van Isaak Snakenburg, eertijds predikant te Valkenburg en Maria Mispelbolle. Hij was een leerling van Jakobus Gronovius en studeerde Latijn en Grieks. In 1695 werd hij aangesteld als praeceptor ‘der leidsche triviale scholen’, in 1710 conrector, in 1740 rector.
Als geleerde maakte hij naam door de uitgave van Quinti Curtii Rufi De rebus gestis Alexandri Magni, regis Macedonum, libri superstites in 1724 bij Samuel Luchtmans met wie hij  bevriend was. Hij schreef ook gedichten, die na zijn dood in 1753 door Frans de Haes zijn uitgegeven onder de titel van 'Poëzij'. Die waren volgens het oordeel van oordeelkundigen [...] hoogst middelmatig.
- Biografisch Portaal: 91347080
- Digitale Bibliotheek voor de Nederlandse Letteren: snak001
- Gemeinsame Normdatei: 1019749288
- International Standard Name Identifier: 0000 0000 5413 7484
- Library of Congress Control Number: no2005068956
- Nederlandse Thesaurus van Auteursnamen: 070467013
- Istituto Centrale per il Catalogo Unico: LO1V273856
- Système universitaire de documentation: 24335973X
- Virtual International Authority File: 7125896
- WorldCat: E39PCjHg7HgRgwjrC9vf3BrQFX